# کیکو یاماتا
کیکو یاماتا (به فرانسوی: Kikou Yamata) نویسنده قرن نوزدهم میلادی اهل فرانسه بود.